# Arabische Kulturwochen Hamburg

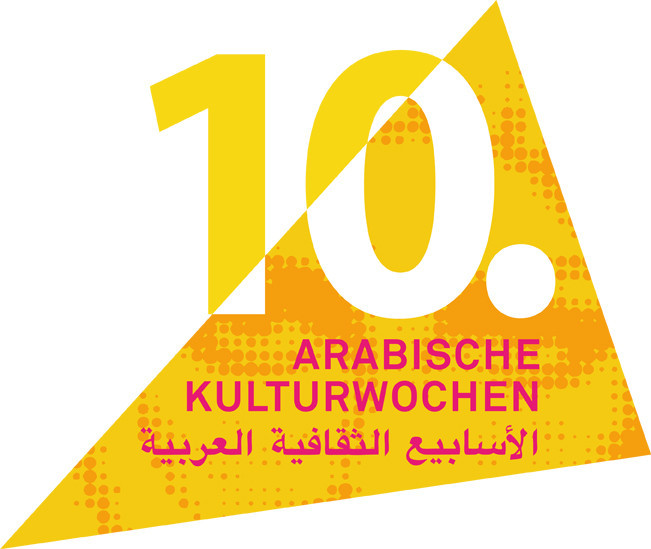
Logo der 10. Arabischen Kulturwochen in Hamburg

Die Arabischen Kulturwochen finden seit 2003 einmal jährlich in Hamburg statt. Sie regen eigenen Angaben zufolge zum interkulturellen Dialog an. In ganz Hamburg werden zu diesem Zeitpunkt über einen Zeitraum von vier Monaten, von September bis Dezember, zahlreiche Veranstaltungen rund um Kunst, Kultur und Leben in den arabischen Ländern organisiert. Im Rahmen von Vorträgen, Konzerten, Lesungen, Filmen, einer Modenschau und Kochkursen werden die aktuellen Entwicklungen zu Kultur, Religion und Politik diskutiert und vorgestellt.

## Geschichte
Der gebürtige Ägypter Mohammed Khalifa, tätig im Bereich Geschichte und Kultur des Vorderen Orient an der Universität Hamburg, initiierte die Arabischen Kulturwochen 2003 gemeinsam mit seinem Verein, dem "Arabischen Kulturforum". Als Mitglied des Integrationsbeirates des Hamburger Senats vertritt Khalifa Afrika und den arabischen Kulturraum. 

## Aktivitäten
Die Arabischen Kulturwochen stehen jedes Jahr unter einem neuen Themenschwerpunkt. Das Motto der 18. Arabischen Kulturwochen im Jahr 2024 etwa war "Salam, Ya Salam - die Vielfalt Hamburgs im Zeichen des Friedens". Jedes Jahr werden Wissenschaftler, Politiker und Staatsmänner aus dem arabischen Kulturraum und aus Deutschland eingeladen.
Kooperationspartner der Arabischen Kulturwochen sind im Wechsel die Leiterin der Landeszentrale für politische Bildung Sabine Bamberger-Stemmann und auch Hamburger Institutionen wie das Museum am Rothenbaum, das Abaton Kino und andere.
Jedes Jahr werden die Arabischen Kulturwochen mit einer großen Veranstaltung eröffnet. Die letzte Eröffnungsfeier vom Jahr 2024 fand im Bürgersaal des Hamburger Rathauses statt.

## Rezeption
In arabischen Medien wird regelmäßig über die Arabischen Kulturwoche berichtet.
Khalifas Arbeit rund um die Arabischen Kulturwochen wurde unter anderem 2009 mit dem ägyptischen Kulturpreis bei der „Conference of Egyptians Abroad“ auf Initiative der ägyptischen Regierung unter der Schirmherrschaft des Präsidenten Hosni Mubarak ausgezeichnet. 2012 erhielt er eine Ehrung vom Bundespräsidenten Christian Wulff für sein Engagement zwischen Deutschland und der arabischen Welt im Kulturbereich.